# Svalutation
Svalutation — студийный альбом итальянского певца и киноактёра Адриано Челентано, выпущенный в 1976 году лейблом Clan Celentano.

## Об альбоме
Диск состоит из восьми треков. В титульной композиции «Svalutation» был удачно высмеян социальный кризис в Италии тех времён, благодаря чему песня получила большую популярность. Песня также неоднократно исполнялась Челентано в его телевизионных передачах. На песни «I want to know» и «La camera „21“» в 1994 году были сделаны ремейки и выпущены в альбоме Quel punto. Песня «Ricordo» является инструментальной, а не вокальной композицией. Авторами большинства композиций являются собственно сам Челентано, а также его многолетние друзья — Джино Сантерколе и Лучано Беретта. Авторы аранжировок — Детто Мариано и Натале Массара (итал. Natale Massara).
Изначально альбом выпускался на LP, однако в 1991 году был переиздан на компакт-диске. Пластинка также была выпущена в Германии и Франции. 25 мая 1976 года две композиции с альбома были выпущены отдельно в качестве сингла — «Svalutation» и «La barca».

## Список композиций
| №  | Название                          | Автор(ы)                                                             | Длительность |
| -- | --------------------------------- | -------------------------------------------------------------------- | ------------ |
| 1. | «I want to know-1» (Я хочу знать) | Адриано Челентано, Джино Сантерколе, Лучано Беретта                  | 2:48         |
| 2. | «Svalutation» (Девальвация)       | Адриано Челентано, Джино Сантерколе, Лучано Беретта, Вито Палавичини | 3:06         |
| 3. | «La camera «21»» (Комната-21)     | Адриано Челентано, Джино Сантерколе, Лучано Беретта                  | 5:32         |
| 4. | «La neve» (Снег)                  | Адриано Челентано, Джино Сантерколе, Лучано Беретта                  | 7:00         |
| 5. | «Uomo macchina» (Человек-машина)  | Джино Сантерколе                                                     | 3:42         |
| 6. | «La barca» (Лодка)                | Адриано Челентано, Джино Сантерколе, Лучано Беретта, Вито Палавичини | 4:41         |
| 7. | «Ricordo» (Воспоминание)          | Адриано Челентано, Тото Кутуньо (?)                                  | 4:05         |
| 8. | «I want to know-2» (Я хочу знать) | Адриано Челентано, Джино Сантерколе, Лучано Беретта                  | 5:21         |

## Список синглов
Сторона «А»
| №  | Название                       | Автор(ы)                                                             | Длительность |
| -- | ------------------------------ | -------------------------------------------------------------------- | ------------ |
| 1. | «Svalutation» (25 мая 1976 г.) | Адриано Челентано, Джино Сантерколе, Лучано Беретта, Вито Палавичини | 3:06         |

Сторона «Б»
| №  | Название                    | Автор(ы)                                                             | Длительность |
| -- | --------------------------- | -------------------------------------------------------------------- | ------------ |
| 1. | «La barca» (25 мая 1976 г.) | Адриано Челентано, Джино Сантерколе, Лучано Беретта, Вито Палавичини | 4:41         |

### Комментарии
1. ↑  Билингвальное слово, образованное в результате соединения итальянского «svalutazione» и английского «devaluation» (с англ. — «девальвация»).